# الفترة الإسلامية المبكرة في لاهور
الفترة الإسلامية المبكرة تشير إلى بداية حكم المسلمين في تاريخ لاهور. لا تزال هناك مراجع قليلة عن لاهور من قبل أن يسيطر عليها السلطان محمود الغزنوي في القرن الحادي عشر. استولى السلطان على لاهور بعد حصار طويل ومعركة تم فيها إحراق المدينة وتهجير سكانها. في عام 1021، قام السلطان محمود بتعيين مالك أيازعلى العرش وجعل من لاهور عاصمة الدولة الغزنوية. كأول حاكم مسلم في لاهور، أعاد أياز بناء المدينة وسكانها. وأضاف العديد من الميزات المهمة، مثل بوابات المدينة وحصن البناء، الذي بني في 1037-1040 على أنقاض سابقة، التي تم هدمها في القتال (كما سجلها مونشي سوجان راي بهانداري، مؤلف "خلاصة التواريخ" في 1695-1696). تقع قلعة لاهور الحالية على نفس الموقع. تحت حكم أياز، أصبحت المدينة مركزًا أكاديميًا وثقافيًا، اشتهرت بالشعر.  لا يزال من الممكن رؤية ضريح مالك أياز في منطقة رانج محل التجارية في المدينة. 
بعد سقوط الدولة الغزنوية، حكمت لاهور من قبل سلالات مسلمة مختلفة معروفة باسم سلطنة دلهي، بما في ذلك آل خلجي، وآل تغلق، وبنو سيد ، واللودهيون، والصوريون.  عندما توج السلطان قطب الدين أيبك هنا عام 1206 ، أصبح أول سلطان مسلم في جنوب آسيا. 

## سقوط سلطنة دلهي

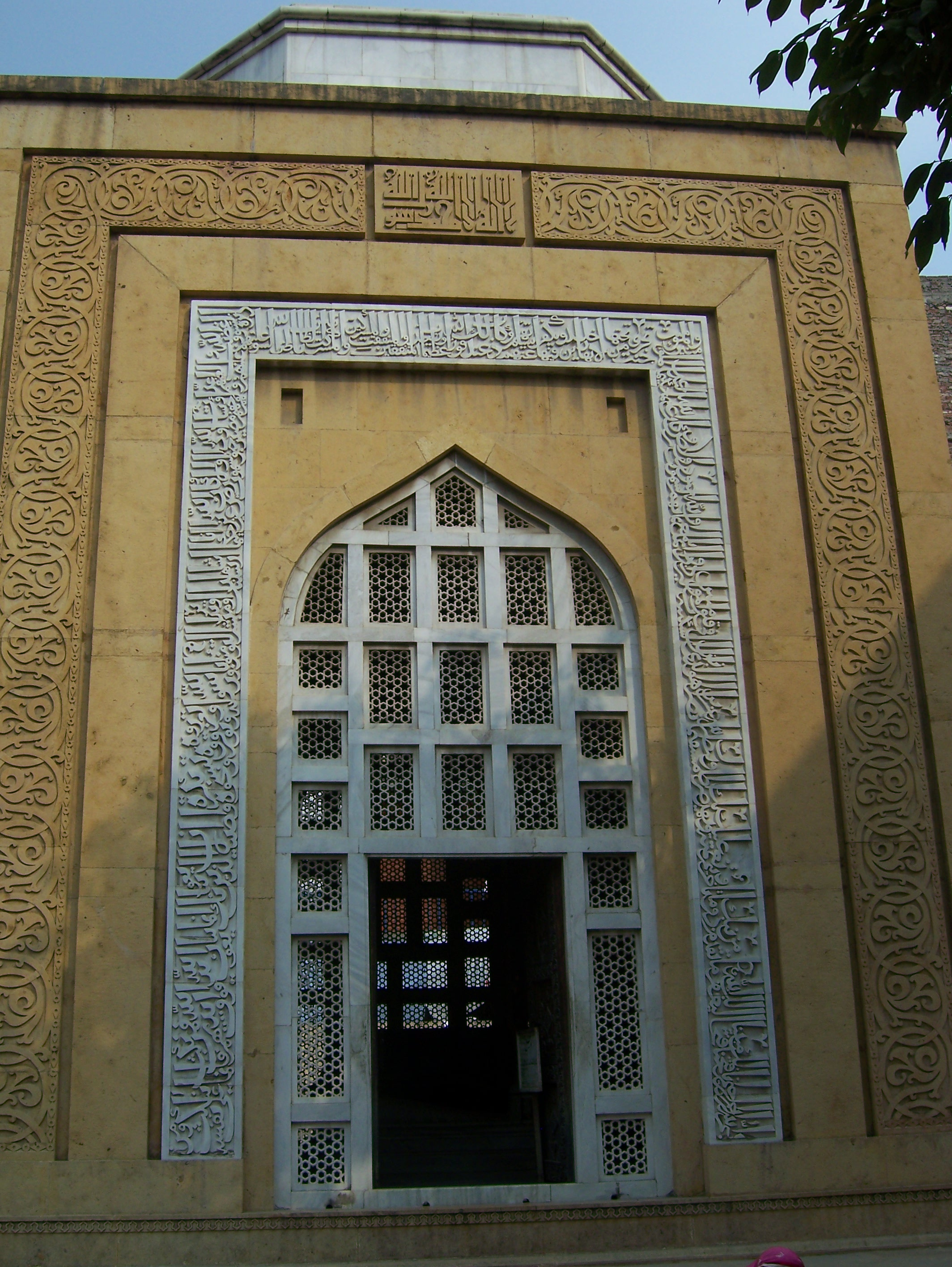
ضريح قطب الدين أيبك في أناركالي بازار، لاهور، باكستان.

كان حاكم لودهي الأخير، إبراهيم اللودهي، مكروهًا بشكل كبير من قِبل قصره ورعاياه. عند وفاة والده سيكندر لودي، قام بإخماد تمرد قصير بقيادة بعض النبلاء الذين أرادوا أن يكون أخوه الأصغر جلال خان هو السلطان. بعد الاستيلاء على العرش بقتل جلال خان، لم ينجح أبداً في تهدئة نبلائه. بعد ذلك، أرسل دولت خان، حاكم البنجاب وعلام خان، عمه، دعوة إلى بابر، حاكم كابل لغزو دلهي. 
في عام 1241، غزا المغول مدينة لاهور القديمة، وتم ذبح جميع سكان المدينة وتم تجريف المدينة على الأرض. لا توجد مبان أو آثار في لاهور تسبق الدمار المغولي. 
كانت سلالة مغول الهند الجديدة تحكم الهند لمدة 300 عام أخرى.  وقعت معركة باني بات الأولى (أبريل 1526) بين قوات بابر وسلطنة دلهي. قُتل إبراهيم لودهي في ساحة المعركة. عن طريق التفوق العام والخبرة الواسعة في الحرب والاستراتيجية الفعالة والاستخدام المناسب للمدفعية، فاز بابر في معركة باني بات الأولى واحتل بعد ذلك أغرا ودلهي. 